# Neon Gold Records
Neon Gold Records est un label de musique indépendant qui vend les disques qu'il produit dans deux boutiques, l'une à Londres et l'autre à New York. Il s'est spécialisé dans la vente de singles et d'EP en quantités limitées, souvent entre 250 et 500 copies.

## Artistes
- Ellie Goulding
- Christine and the Queens
- Foxes
- Gotye
- Little Red
- MARINA
- Mille
- Passion Pit
- Penguin Prison
- The Knocks
- The Naked and Famous
- The Sound of Arrows
- Yes Giantess
- Your Twenties
- Wolf Gang
- Alex Winston